# Psyllaephagus bouceki
Psyllaephagus bouceki är en stekelart som beskrevs av Trjapitzin 1967. Psyllaephagus bouceki ingår i släktet Psyllaephagus och familjen sköldlussteklar. Inga underarter finns listade i Catalogue of Life.